# Melissodes verbesinarum
Melissodes verbesinarum är en biart som beskrevs av Cockerell 1905. Melissodes verbesinarum ingår i släktet Melissodes och familjen långtungebin. Inga underarter finns listade i Catalogue of Life.